# 수원청개구리
수원청개구리(Dryophytes suweonensis)는 개구리목 청개구리과의 한국 고유종 양서류이다. 이름은 경기도 수원시에서 유래했으며, 몸의 길이가 25~44mm로 대한민국에 서식하는 개구리 중 가장 작다. 등은 녹색 또는 녹청색이고 콧구멍부터 눈과 고막을 지나 몸통 측면까지 담갈색, 갈색 또는 흑갈색 줄무늬가 있다. 청개구리보다 음역 주파수대가 높아 소리가 더 낮고 날카롭게 운다.
주로 평지에 있는 관목이나 풀잎 위에서 서식한다. 논 근처의 땅 속에서 동면을 하고 5월~7월에 논에서 번식한다. 그것은 멸종위기 야생생물 Ⅰ급으로 지정되어 보호받고 있다.